# Opération Griffe-Épée
Batailles
L'opération Griffe-Épée a lieu du 20 au 29 novembre 2022 lorsque l'armée de l'air turque a lancé une série de frappes aériennes contre les positions des Forces démocratiques syriennes (FDS) et de l'armée syrienne dans le nord de la Syrie et contre les positions du Parti des travailleurs du Kurdistan (PKK) dans le nord de l'Irak,. Les frappes aériennes ont été lancées à la suite de l'attentat à la bombe d'Istanbul de novembre 2022 qui, selon le gouvernement turc, a été mené par des organisations kurdes, ce que ces dernières contestent.

## Contexte
La Turquie avait déjà lancé 4 opérations dans le nord de la Syrie depuis le début de la guerre civile syrienne. Une première en 2017, avec l'opération « Bouclier de l'Euphrate » contre les Forces Démocratiques Syriennes et l’État islamique qui aboutit à la prise de Jarablous et Al-Bab. La seconde lors de la bataille d’Afrine en 2018, baptisée « rameau d’olivier », avait pour but d’expulser les forces kurdes des YPG de la région d’Afrine. La troisième, en 2019, appelée opération « source de paix », visait à conquérir une large bande « tampon » à la frontière turco-syrienne dans la région de Tall Abyad et Ras al-Aïn, contre les troupes majoritairement kurdes des Forces Démocratiques Syriennes. Cette opération conduit au retrait des troupes américaines constituant la coalition internationale du Nord-Est syrien vers le gouvernorat de Deir-ez-Zor et, sur la frontière irakienne, vers al-Tanf au sud, où elles maintiennent leur présence. Dans la foulée, et à la suite d’un accord avec les forces kurdes, les troupes russes et gouvernementales syriennes se déploient à Manbij, Kobané, Tabqa, Aïn Issa et Tall Tamer. Aucun affrontement direct n'a alors lieu entre l'armée turque et l'armée syrienne. Un accord est trouvé à Sotchi, entre Turquie et Russie, le 22 octobre 2019. La quatrième opération, dénommée par les autorités turques « Bouclier du printemps », intervient au début de 2020 en réplique à l’offensive initiée par le régime syrien et ses supplétifs, fin 2019, dans la région d'Idleb.
Le régime turc maintient avec constance depuis mai 2022 son intention de lancer une nouvelle offensive militaire contre les Kurdes syriens. Une telle opération nécessite toutefois le feu vert de Washington et de Moscou, qui s'y sont tous deux opposés.
Le 13 novembre 2022, un attentat à la bombe survient dans une artère très fréquentée d’Istanbul et fait 6 morts et 81 blessés. Les autorités turques en désignent les forces kurdes comme responsables, ce que démentent le PKK, les FDS et les YPG.
Parallèlement, dans le contexte des manifestations de 2022 en Iran, l’armée des gardiens de la révolution islamique iraniens lance en Irak, le 14 novembre puis le 20 novembre, des frappes de drones et de missiles contre des positions d’opposants kurdes (PDKI et Komala). Ces frappes font 12 morts et 20 blessés et ne sont pas concertées avec la Turquie et visent des objectifs distincts propres à l'Iran,.

## Déroulement
L’opération « Griffe Epée » commence le 20 novembre 2022 avec 25 frappes aériennes menées par l’armée de l’air turque contres des positions des forces kurdes du PKK dans le nord de l’Irak ainsi que du YPG et des FDS dans le nord syrien. Ces frappes visent la ville de Kobané, des silos à grain à Al-Malikiyah ainsi que la centrale électrique de Taql Bak qui a été complètement détruite. Les forces syriennes régulières sont aussi frappées à Raqa, Hassaké et Alep selon l’OSDH. Le bilan est d’au moins 37 morts : 18 combattants kurdes, 18 soldats syriens et un civil, ainsi que 40 blessés. Les frappes en Irak n’auraient pas fait de victimes selon responsable du gouvernement régional du Kurdistan irakien.
En riposte, les kurdes tirent des roquettes depuis le territoire syrien contre le poste frontière de Bab-al-Hawa, dernier point de passage de l'aide humanitaire internationale acheminée, depuis le territoire turc. Ces tirs blessent 2 soldats et 6 policiers turcs.
Le ministère turc de la Défense annonce sur twitter : « L'heure des comptes a sonné ! Les salauds devront rendre des comptes pour leurs attaques perfides »
Le 21 novembre, des tirs de roquettes et de mortiers depuis la Syrie visent la ville turque de Karkamis, près de la frontière, faisant 3 morts (dont 3 enfants) et une quinzaine de blessés.
Le président turc Recep Tayyip Erdoğan évoque une possible intervention terrestre : « Il n'est pas question que cette opération soit uniquement limitée à une opération aérienne » a-t-il déclaré. De plus, il assure n'avoir eu « aucune discussion » avec le président américain Joe Biden ou Vladimir Poutine, son homologue russe, au sujet de l'opération actuelle.
Le 22 novembre, une frappe d'un drone turc vise une base conjointe des Forces démocratiques syriennes et de la coalition internationale antijihadiste en Syrie au nord de Hassaké, et tue 2 combattants kurdes. D’autres frappes visent Aazaz, dans la province d’Alep et tuent 3 soldats syriens et 5 civils dont 1 enfant, ainsi que des puits de pétrole à Al-Qahtaniyah et dans la région de Deir ez-Zor. Dans la soirée, des bombardements d’artillerie turcs (probablement des T-155) se poursuivent sur Kobané.
Le lendemain, la Turquie, par la voix de son ministre de la défense Hulusi Akar, affirme avoir frappé 471 cibles dans le nord de la Syrie et au Kurdistan irakien, et neutralisé 254 « terroristes ». Selon l’OSDH, des frappes de drones visent une raffinerie de gaz et des puits de pétrole dans la région de Hassaké, blessant un soldat russe et tuant une combattante kurde. De plus, au moins 5 frappes visent le camp d'Al-Hol (où vivent 50 000 proches de djihadistes) et tuent 8 combattants kurdes. Le porte-parole des FDS indique que « certaines familles de l'EI pourraient en profiter pour fuir le camp » après ces frappes,.
Le 26 novembre, les duels d’artilleries se poursuivent entre l’armée turque, épaulée de ses supplétifs, et les forces kurdes épaulées par les forces gouvernementales syriennes. Les bombardements se concentrent dans le nord de la province d’Alep et autour de la ville de Kobané, où l’armée syrienne envoie d’importants renforts selon l’OSDH,.
Le même jour, des milliers de personnes manifestent à Qamichli, dans le nord-est de la Syrie, pour protester contre les bombardements.
Le 29, un soldat turc meurt de ses blessures après un affrontement dans le nord de l'Irak le 27, selon l'agence de presse du gouvernement turque Anadolu.

## Bilan humain
Entre le 19 et le 29 novembre 2022, l'Observatoire syrien des droits de l'homme (OSDH) recense au moins 83 morts, dont 35 membres des FDS, 30 soldats du régime syrien, 10 civils en territoire kurde et 8 civils en territoire rebelle, dont des Turcs. L'OSDH fait également état d'un soldat turc tué et sept autres blessés.
La Turquie revendique quant à elle un bilan de 326 « terroristes du PKK/YPG » neutralisés.

## Réactions internationales
Le département d'État américain annonce le 18 novembre craindre « une éventuelle action militaire de la Turquie », et déconseille à ses ressortissants de se rendre dans le nord syrien et irakien. Ned Price son porte parole déclare le 22 novembre : « Nous appelons à la désescalade en Syrie pour protéger les civils et soutenir l'objectif commun de vaincre l'État islamique. Nous continuons à nous opposer à toute action militaire non coordonnée en Irak qui viole la souveraineté [du pays] ».
La Russie appelle le 22 novembre, la Turquie à faire preuve de "retenue" et de se garder de « tout usage excessif de la force » en Syrie pour « éviter l'escalade des tensions », a déclaré Alexandre Lavrentiev, envoyé spécial du président russe Vladimir Poutine sur la Syrie, à Astana, où doit se tenir une réunion tripartite entre la Russie, la Turquie et l'Iran concernant la Syrie.
Le gouvernement allemand a également appelé la Turquie à agir de façon "proportionnée" : « La Turquie se réfère à son droit d'autodéfense pour agir. Nous demandons à la Turquie d'agir de manière proportionnée, en respectant le droit international », a déclaré un porte-parole du ministère allemand des Affaires. « Cela implique notamment que les civils doivent être protégés », jugeant « extrêmement inquiétantes » les informations sur des frappes turques contre des civils,.